# Procyrta pectoralis
Procyrta pectoralis är en insektsart som beskrevs av Fabricius. Procyrta pectoralis ingår i släktet Procyrta och familjen hornstritar. Inga underarter finns listade i Catalogue of Life.